# Gravsang over botanikeren Salomon Drejer
Gravsang over botanikeren Salomon Drejer is een compositie van Niels Gade. Hij schreef een werk voor mannenkoor a capella ter gelegenheid van de begrafenis van bioloog Salomon Drejer (1813-1842) op 26 april 1842. Drejer was medeoprichter van het Studentersangforeningen uit Kopenhagen.

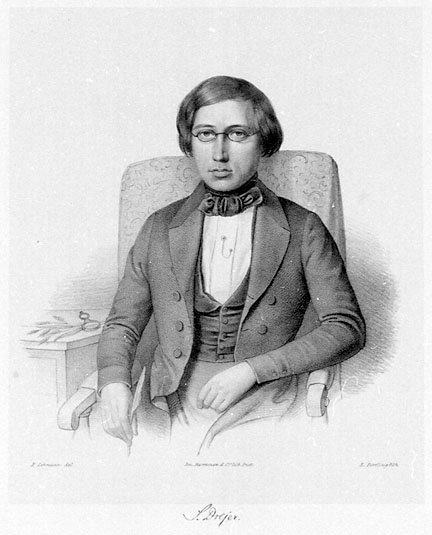
Salomon Drejer